# NGC 5262
NGC 5262 est une vaste galaxie lenticulaire relativement éloignée et située dans la constellation de la Petite Ourse. Sa vitesse par rapport au fond diffus cosmologique est de 9 215 ± 21 km/s, ce qui correspond à une distance de Hubble de 135,9 ± 9,5 Mpc (∼443 millions d'al). NGC 5262 a été découverte par l'astronome britannique John Herschel en 1831.
En raison d'une brillance de surface égale à 14,01 mag/am2, on peut qualifier NGC 5262 de galaxie à faible brillance de surface (LSB en anglais pour low surface brightness). Les galaxies LSB sont des galaxies diffuses (D) avec une brillance de surface inférieure de moins d'une magnitude à celle du ciel nocturne ambiant.